# Gailenkirchen
Gailenkirchen ist ein Stadtteil von Schwäbisch Hall im gleichnamigen Landkreis im Nordosten Baden-Württembergs.

## Name
Im regionalen Dialekt wird der Ort Gaalâkirchâ [ˌgaːləˈkɪrçə] genannt.

## Geographie
Gailenkirchen liegt etwa fünf Kilometer nordwestlich der Stadtmitte von Schwäbisch Hall im Zentrum einer kleinen Erosionsbucht vor dem Fuß der Waldenburger Berge. Der Schmiedbach hat sie geschaffen, einige seiner Quelläste fließen durch das Dorf, darunter der Mühlbach, dessen Lauf sich in der Ortsmitte in ein Tal eintieft und dann östlich der Siedlungsgrenze mit den anderen Ästen zusammenfließt, um weiter im Osten bei Untermünkheim-Obermünkheim von links in den Kocher zu münden. Abseits der Talrinnen ist die Umgebung des Dorfes flach bis hügelig und wird von Wiesen und – seltener – Äckern bedeckt, im Westen jedoch steigt das Terrain bald steil zur Hochebene der Waldenburger Berge an, die Hänge sind hier meist ab halber Höhe waldbestanden.

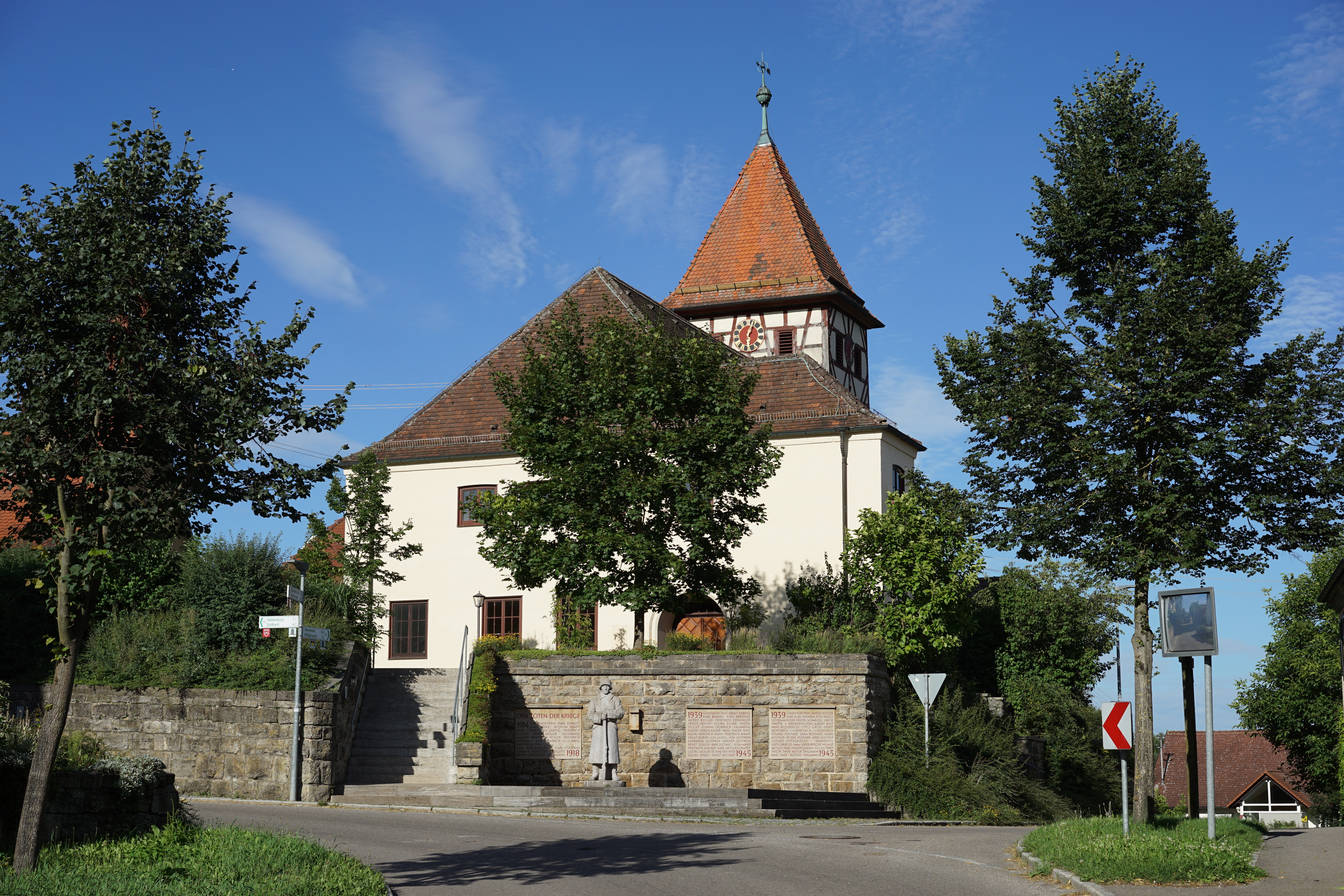
Pfarrkirche und Gefallenendenkmal im Ortskern von Gailenkirchen

Das Dorf wird von der Alttrasse der Kreisstraße K 2576 aus Schwäbisch Hall im Süden zur B 19 bei Untermünkheim-Übrigshausen im Nordosten durchquert, in einigem Abstand läuft östlich des Dorfes mit derselben Bezeichnung die Neutrasse als Haller Westumgehung auf Brücken über die Taleinschnitte. Eine Schlinge der Bahnstrecke Crailsheim–Heilbronn legt sich westlich ums Dorf, dessen ehemaliger Bahnhof heute aufgehoben ist.

## Einwohner
Am 30. Juni 2022 hatte Gailenkirchen 2.360 Einwohner. Der Stadtteil gliedert sich in die Viertel Ortskern Gailenkirchen, Ortserweiterung Wackershofen, Sülz, Ortskern Gottwollshausen, Schleifbach und Riegeläcker.

## Geschichte
Gailenkirchen – 1266 als Geilenkirche erstmals erwähnt und von einem Personennamen abgeleitet – war früher ein Pfarrdorf, das ehedem zu Limpurg gehörte, später zu Schwäbisch Hall. Es gab einen Ortsadel, von dem einige Adelsgeschlechter aus Schwäbisch Hall abstammten, so die Feldner, Stetten mit dem Fisch, Geier sowie Kleinconz. Das Ortswappen zeigte einen Fisch auf einem blauen Schrägstrich, den Hintergrund bildet ein rotes Feld – das Wappen der „Stetten mit dem Fisch“. Die Pfarrkirche auf der linken Hangschulter des Mühlbachtaleinschnittes ist evangelisch; der Turm stammt noch vom romanischen Vorgängerbau und hat gotische Elemente.
Im Rahmen der Gemeindereform wurde die Gemeinde am 1. Januar 1972 in die Stadt Schwäbisch Hall eingemeindet und als Ortschaft eingerichtet.

## Adelswappen

Adelswappen
Adelswappen
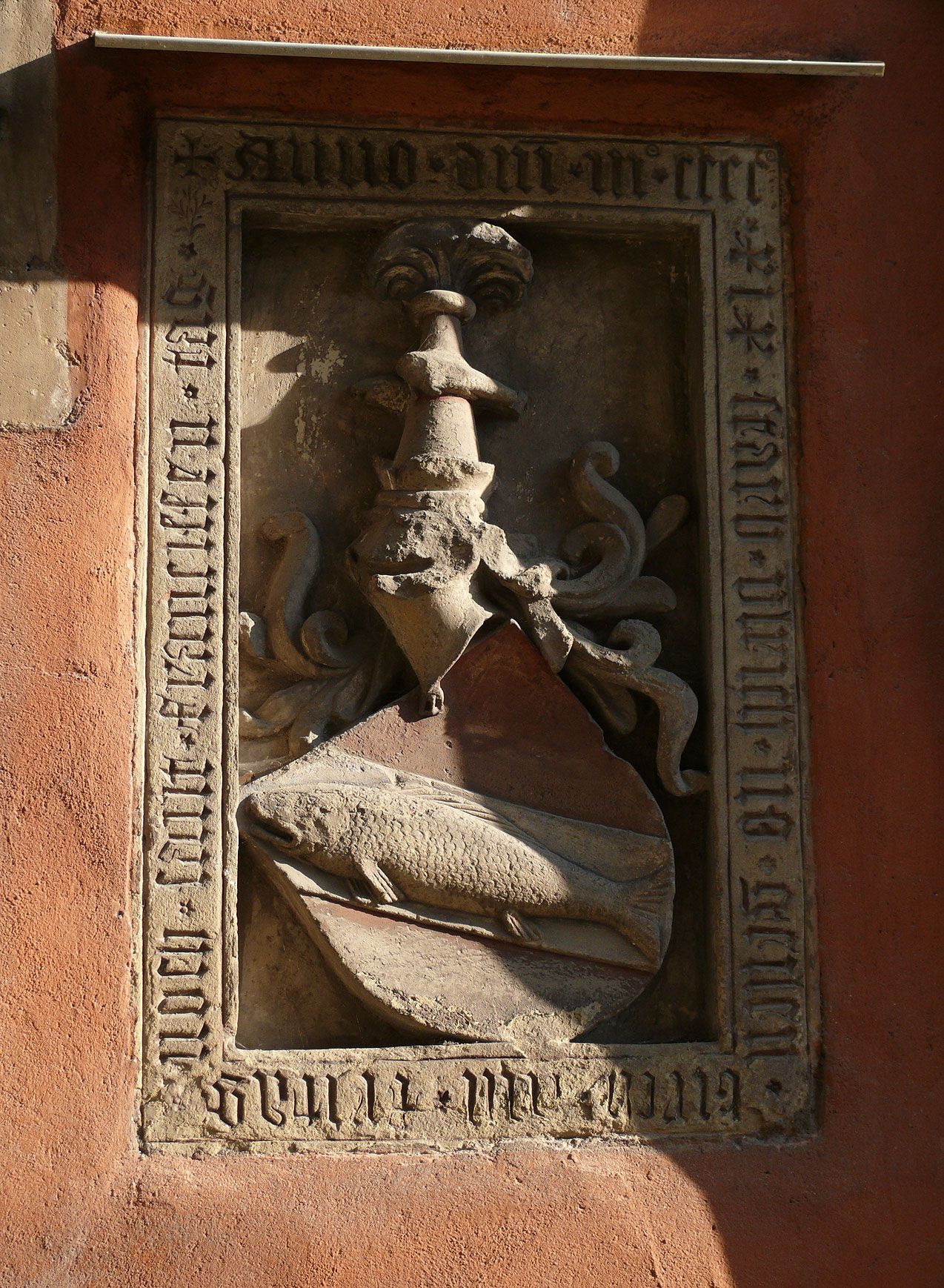
Vermauert im Widmanhaus, früher Franziskanerkloster zu St. Jakob.
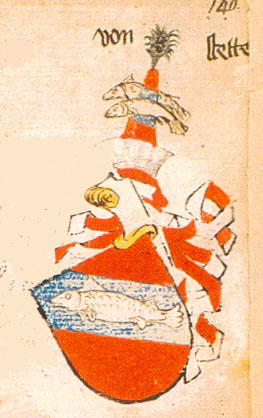
Stetten mit dem Fisch.

## Söhne und Töchter von Gailenkirchen
- Hilde Schädle-Deininger (geb. 1947 in Gailenkirchen), Krankenschwester, Autorin zahlreicher Lehrbücher zur Psychiatrischen Krankenpflege in Deutschland.